# Oleksii Neizhpapa
Oleksii Leonídovich Neizhpapa (en ucraniano: Олексій Леонідович Неїжпапа; Sebastopol, 9 de octubre de 1975) es un contraalmirante ucraniano y Comandante de la Armada de Ucrania.

## Biografía
Nació el 9 de octubre de 1975 en Sebastopol. En 1997 se graduó en el Instituto Naval de Sebastopol.
De 1997 a 2000 fue comandante de la batería de misiles antiaéreos de la unidad de combate de misiles y artillería de la fragata Sebastopol.
De 2000 a 2006 se desempeñó como asistente del comandante sénior de la corbeta Lutsk y comandante del dragaminas Cherkasy.
Fue el jefe del personal de marcha en el buque de mando Slavútich, que completó con éxito las tareas en el marco de la activación del Grupo de Cooperación Naval del Mar Negro (BLACKSEAFOR) de 2006.
De 2006 a 2007 fue subcomandante de la Base Naval Austral.
En 2007-2008, el Jefe de Estado Mayor lo nombró el Primer Comandante Adjunto de la 1.ª Brigada de Buques de Superficie del Centro de Operaciones Navales de las Fuerzas Navales de las Fuerzas Armadas de Ucrania, y de 2008 a 2012 dirigió esta unidad.
En 2008 recibió un nivel de educación operativa y táctica. Del 7 de julio de 2012 al 2015 se desempeñó como Primer Jefe Adjunto del Estado Mayor del Comando de las Fuerzas Navales de las Fuerzas Armadas de Ucrania. Durante este período de 2013 a 2014, también se desempeñó temporalmente como director de la Academia de la Fuerza Naval que lleva el nombre de Pável Najímov.
En 2015 se graduó en nivel operativo y estratégico de educación (Universidad Nacional de Defensa de Ucrania).
Desde enero de 2015, fue subcomandante de las Fuerzas Navales de las Fuerzas Armadas de Ucrania para Entrenamiento de Combate - Jefe del Departamento de Entrenamiento de Combate del Comando de las Fuerzas Navales de las Fuerzas Armadas de Ucrania. Participó en la operación antiterrorista en las regiones de Donetsk y Lugansk.
El 11 de junio de 2020, por decreto del presidente de Ucrania, Volodímir Zelenski, fue nombrado Comandante de la Fuerza Naval de las Fuerzas Armadas de Ucrania en sustitución de Igor Voronchenko.

## Rangos militares
- Contralmirante (23 de agosto de 2017)[6]

## Honores
- Medalla «Por el servicio militar de Ucrania» (24 de agosto de 2012)[7]